# ایستگاه راه‌آهن هرینگی گرین لینز
ایستگاه راه‌آهن هرینگی گرین لینز (انگلیسی: Harringay Green Lanes railway station) یکی از ایستگاه‌های خط گاسپل اوک تا بارکینگ متروی زمینی لندن است.
این ایستگاه که در سال ۱۸۸۰ تأسیس شده در منطقه هرینگی لندن قرار دارد.

## نگارخانه

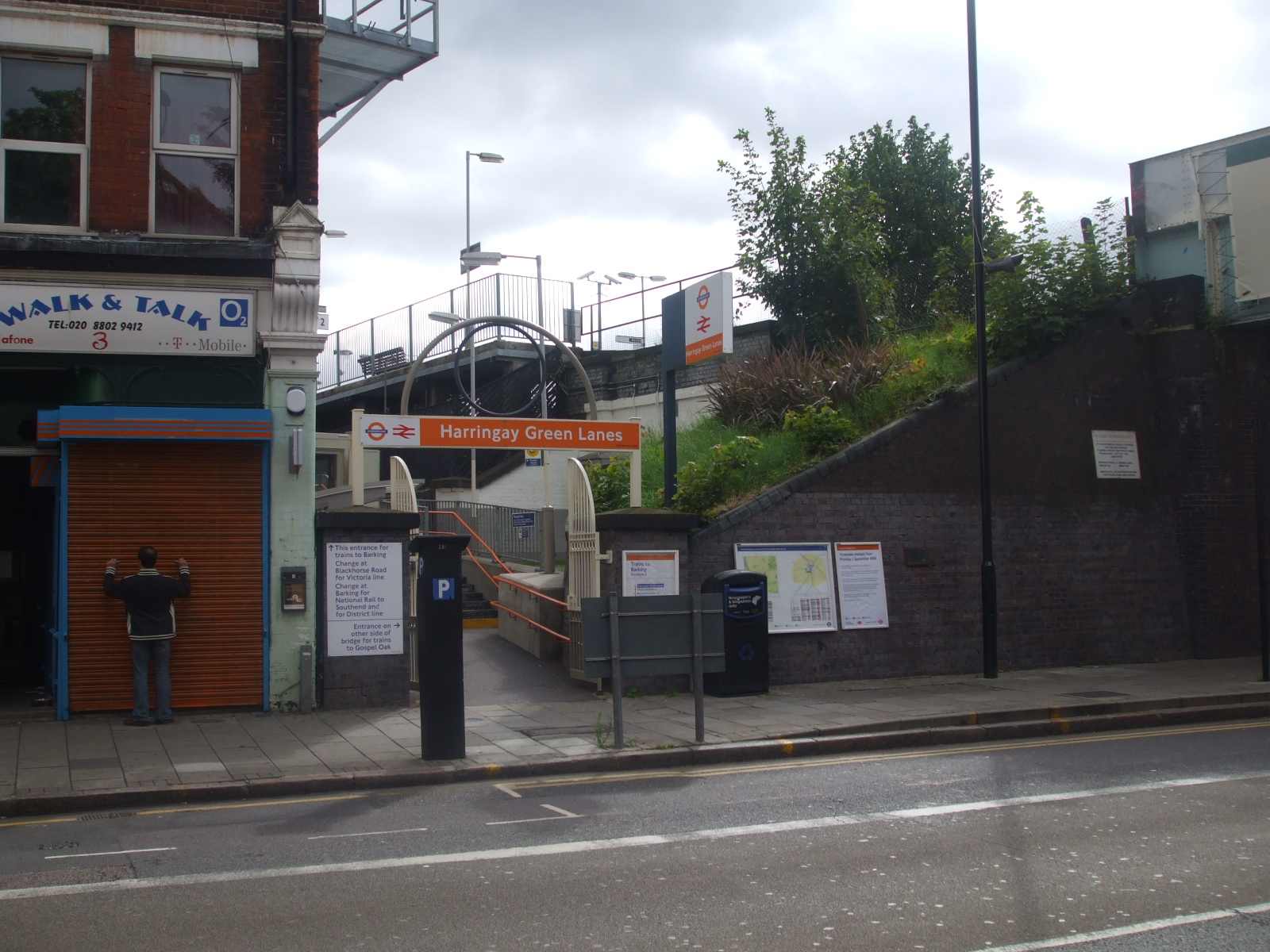
Entrance to eastbound platform
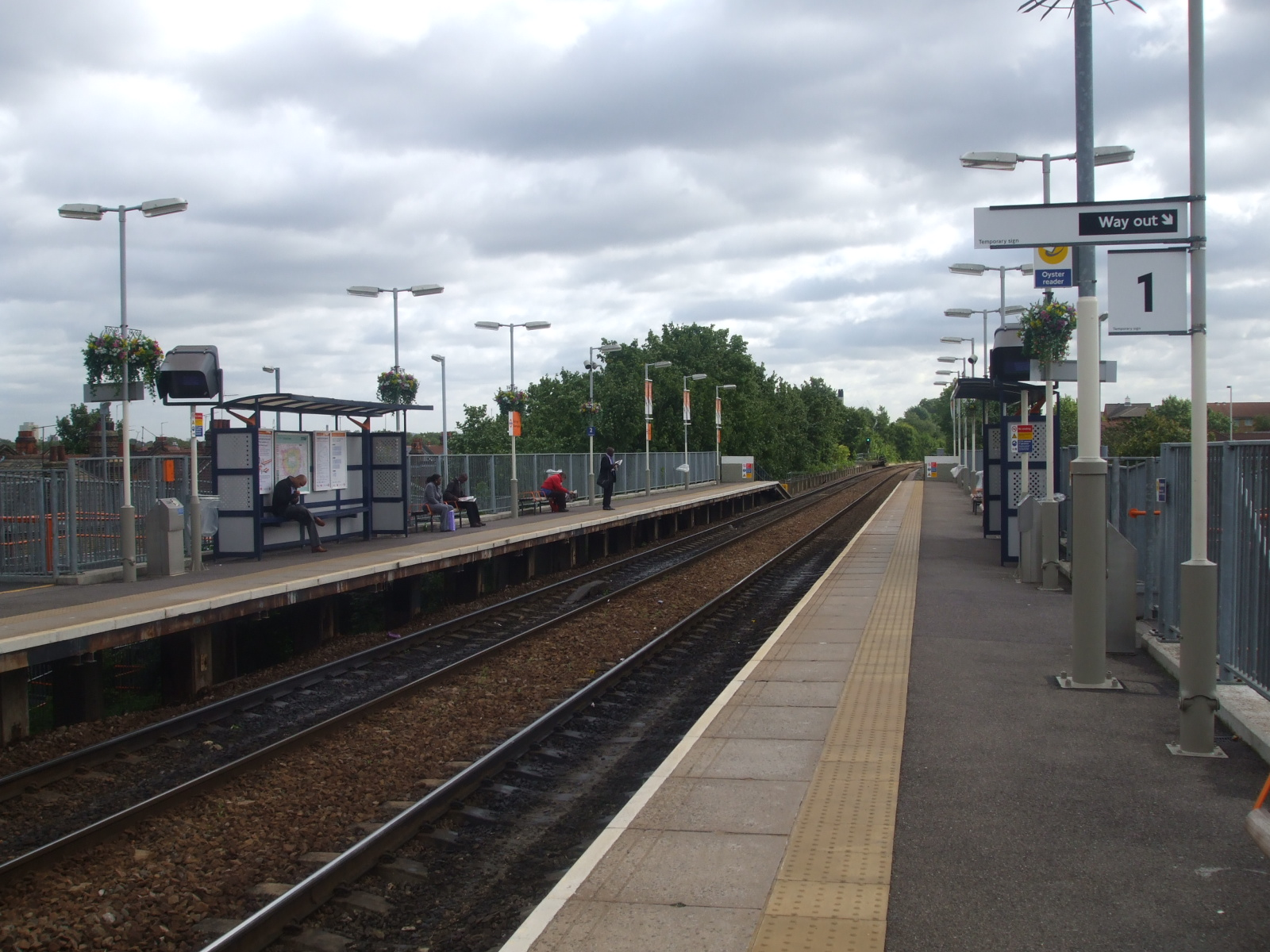
Looking east from the eastbound platform
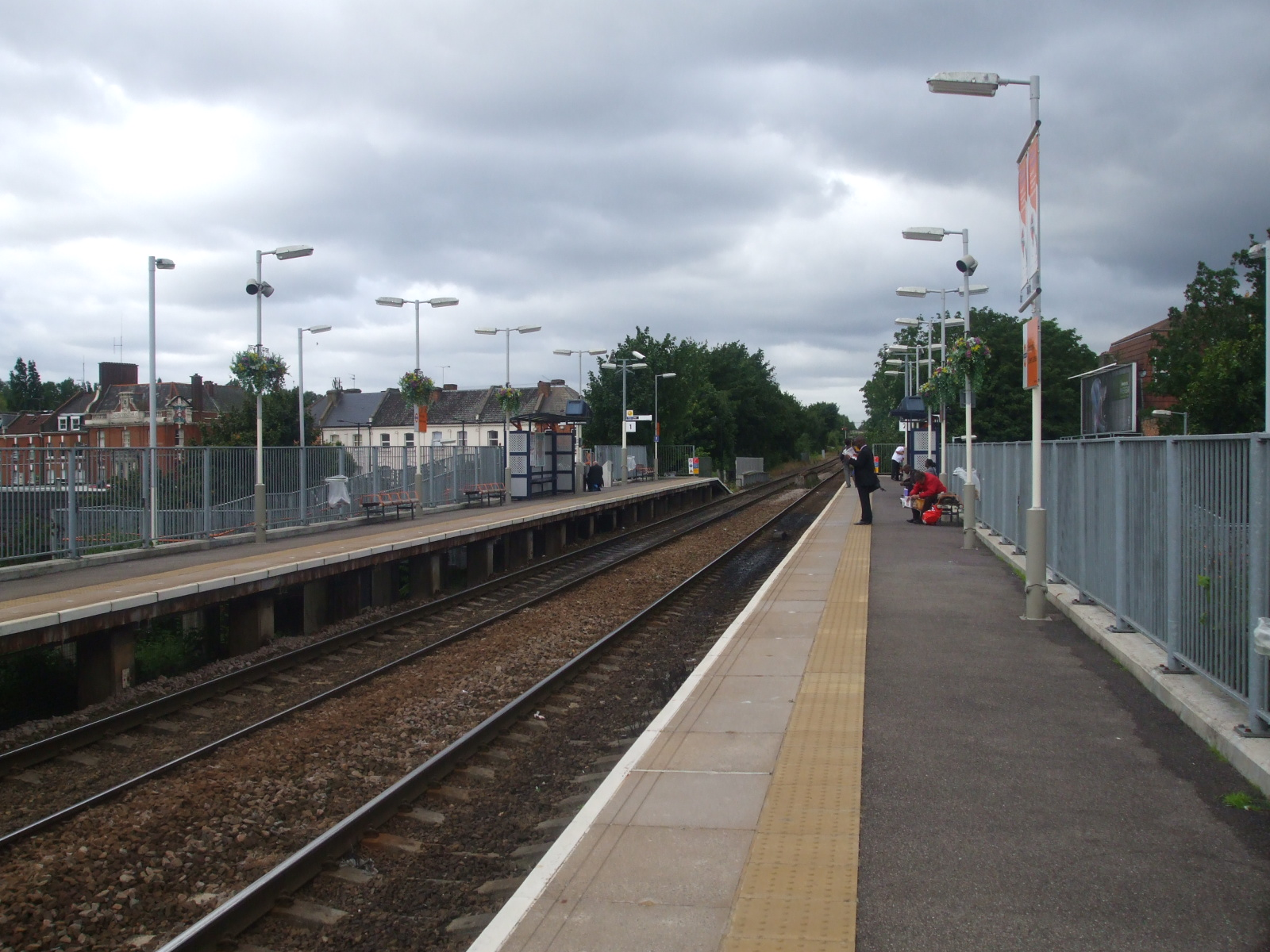
Looking west from the eastbound platform
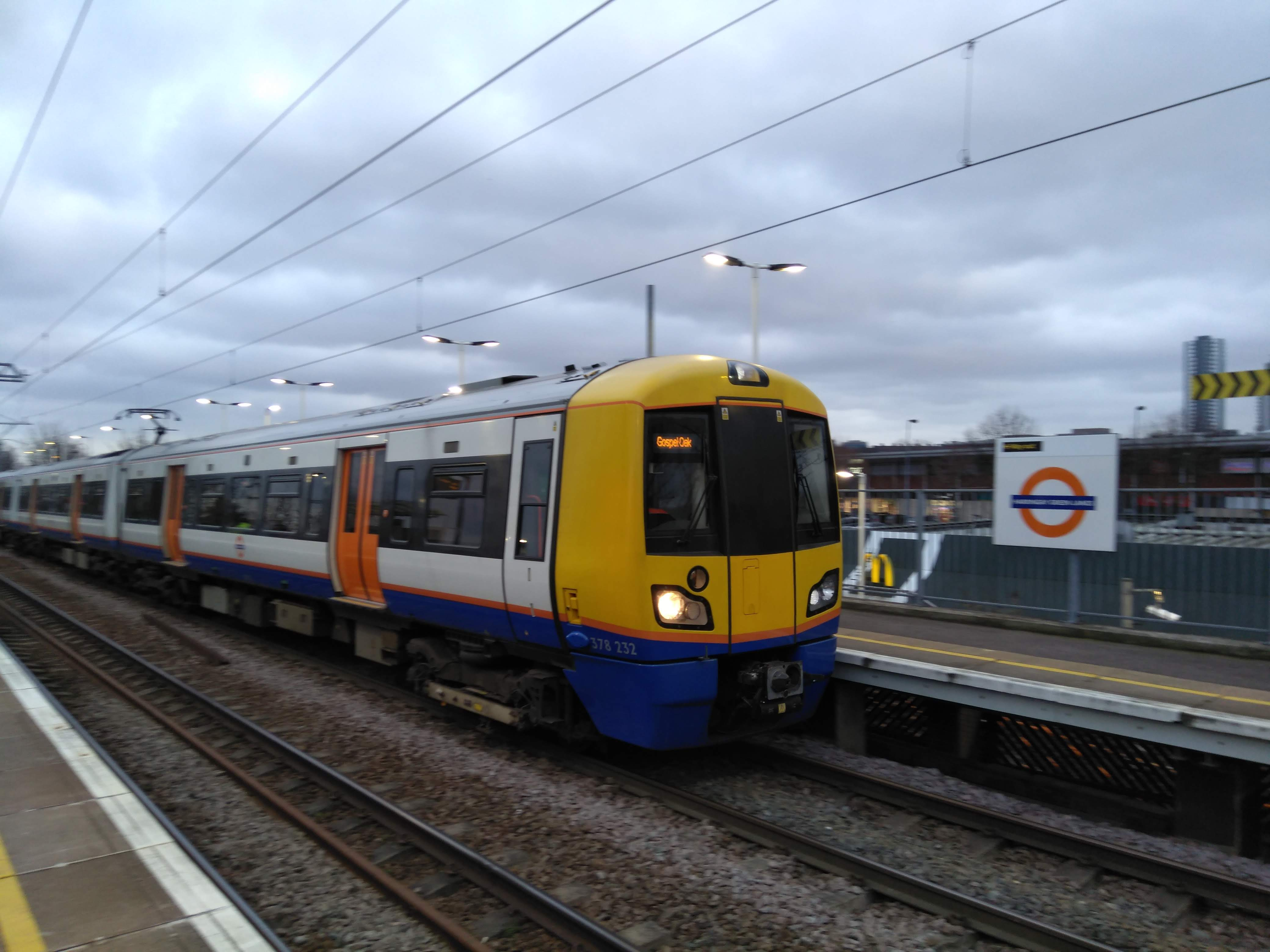
Class 378 stopping at Harringay Green Lanes on a service to Gospel Oak